# UNIVERSITY STREET
『UNIVERSITY STREET』（ユニヴァーシティ・ストリート）は、竹内まりやの2作目のオリジナル・アルバム。1979年5月21日にRCA（現・ソニー・ミュージックレーベルズ）より発売された。

## 概要・背景
″キャンパス・ライフ″をテーマにしたセカンド・アルバム。ファーストアルバム『BEGINNING』と同様に、作家陣には加藤和彦、竜真知子、林哲司、大貫妙子、杉真理らを迎え、竹内自身も2曲の作詞作曲を手掛けており、ポップ・サウンドが満載の一枚となっている。
同年2月に発売されたシングル「ドリーム・オブ・ユー〜レモンライムの青い風〜」は、山下達郎のアレンジによる新たなバージョンで収録された。A-4「イズント・イット・オールウェイズ・ラヴ」は初の洋楽カヴァーである（原曲歌唱はカーラ・ボノフ）。
竹内は幼い頃からニール・セダカ、ポール・アンカ、コニー・フランシスといった歌手の曲を好んで聴いており、その後もビートルズやウエストコースト、サザン・ロック、グループ・サウンズ、歌謡曲のほか、両親やきょうだいの影響でイタリアやフランスの映画音楽など多種多様なジャンルの音楽をたくさん聴いていたという。本作の多彩な音楽性について竹内は、このように様々な音楽のフレーバーが自分の中に入っていたからだろうと述べている。
ジャケットの写真は、竹内の母校である慶応大学の三田キャンパスにて撮影された。手にしている赤いバインダーも実際に使っていたものであるとのこと。
当時発売されたアナログ盤は累計20万枚を超えるヒットを記録した。

## 収録曲

### LP / CT
| #  | タイトル                                   | 作詞         | 作曲         | 編曲                     | その他のアレンジ                   | 時間 |
| -- | ------------------------------------------ | ------------ | ------------ | ------------------------ | ---------------------------------- | ---- |
| 1. | 「オン・ザ・ユニヴァーシティ・ストリート」 | 竹内まりや   | 竹内まりや   | 細井豊BAND               | 杉真理 (ボーカル&ホーン・アレンジ) | 2:26 |
| 2. | 「涙のワンサイデッド・ラヴ」               | 竹内まりや   | 竹内まりや   | 山下達郎                 |                                    | 4:49 |
| 3. | 「想い出のサマーデイズ」                   | 竜真知子     | 林哲司       | 林哲司                   |                                    | 3:41 |
| 4. | 「イズント・イット・オールウェイズ・ラヴ」 | Karla Bonoff | Karla Bonoff | Russ, Waddy, Don & Kenny |                                    | 3:17 |
| 5. | 「ホールド・オン」                         | 杉真理       | 杉真理       | 瀬尾一三                 | 杉真理 (ボーカル・アレンジ)        | 4:13 |

| #  | タイトル                                                      | 作詞       | 作曲     | 編曲       | その他のアレンジ                  | 時間 |
| -- | ------------------------------------------------------------- | ---------- | -------- | ---------- | --------------------------------- | ---- |
| 1. | 「J-BOY」                                                     | 杉真理     | 杉真理   | 杉真理BAND |                                   | 3:25 |
| 2. | 「ブルー・ホライズン」                                        | 大貫妙子   | 山下達郎 | 山下達郎   |                                   | 3:43 |
| 3. | 「ドリーム・オブ・ユー〜レモンライムの青い風〜」(NEW VERSION) | 竜真知子   | 加藤和彦 | 山下達郎   |                                   | 3:45 |
| 4. | 「かえらぬ面影」                                              | 大貫妙子   | 大貫妙子 | 細井豊BAND | 淡野保昌 (ストリングス・アレンジ) | 3:38 |
| 5. | 「グッドバイ・ユニヴァーシティ」                              | 竹内まりや | 梅垣達志 | 梅垣達志   |                                   | 4:00 |

## クレジット

### オン・ザ・ユニヴァーシティ・ストリート
- electric guitar / 中野督夫
- bass / 久田潔
- drums / 野口明彦
- keyboards / 細井豊 清水信之
- percussion / マック清水BAND
- background vocals / 杉真理 野口明彦 竹内まりや

### 涙のワンサイデッド・ラヴ
- electric guitar, arp bass & drums / 山下達郎
- keyboards / 岡田徹
- background vocals / 山下達郎 吉田美奈子

### 想い出のサマーデイズ
- electric guitar / 松木恒秀
- bass / 高橋ゲタ夫
- drums / 森谷順
- keyboards / 渋井博 倉田信雄
- percussion / ラリー須永
- background vocals / "Casey" David Rankin, Pamela Stonebrook & Michael Stephen Dunn

### イズント・イット・オールウェイズ・ラヴ
- electric guitar / Waddy Wachtel & Dan Dugmore
- bass / Kenny Edwards
- drums / Russ Kunkel
- keyboards / Don Grolnick
- percussion / Waddy Wachtel & Russ Kunkel
- background vocals / Waddy Wachtel, Kenny Edwards, "CASEY" David Rankin, Pamela Stonebrook & Michael Stephen Dunn

### ホールド・オン
- electric guitar / 土方隆行
- electric guitar solo / 杉真理
- acoustic guitar / 安田裕美
- bass / 小原礼
- drums / Robert Brill
- keyboards / 江夏健二
- background vocals / 杉真理

### J-BOY
- electric guitars / 杉真理 中野督夫
- electric guitar solo / 中野督夫
- bass / 久田潔
- drums / 野口明彦
- keyboards / 細井豊 清水信之
- percussion / マック清水 BAND
- backgroundvocals 竹内まりや 杉真理 野口明彦 細井豊 中野督夫

### ブルー・ホライズン
- electric guitar / 松木恒秀
- bass / 小原礼
- drums / 村上秀一
- keyboards / 佐藤博 山下達郎
- percussion / 山下達郎
- alto sax solo / 土岐英史
- background vocals / 山下達郎 吉田美奈子

### ドリーム・オブ・ユー〜レモンライムの青い風〜
- electric guitar / 松木恒秀
- bass / 小原礼
- drums / 村上秀一
- keyboards / 佐藤博
- background vocals / 山下達郎 吉田美奈子 竹内まりや

### かえらぬ面影
- electric guitar / 中野督夫
- bass / 久田潔
- drums / 野口明彦
- keyboards / 細井豊 清水信之
- percussion / マック清水
- alto sax solo / 土岐英史

### グッドバイ・ユニヴァーシティ
- electric guitar / 芳野藤丸 松木恒秀
- acoustic guitar / 吉川忠英
- bass / 後藤次利
- drums / 森谷順
- keyboards / 渋井博
- background vocals / 梅垣達志 尾形直子

### スタッフ
- PRODUCED BY / KENICHI MAKIMURA & SHIGEKI MIYATA
- RECORDING ENGINEER / KAZUYUKI MASUMOTO, EIJI UCHINUMA, SPEEDY YOSHIDA
- REMIX ENGINEER / KAZUYUKI MASUMOTO
- MASTERING ENGINEER / SHIZUO NOMIYAMA
- ASSISTANT ENGINEER / TAKAMITSU ARAI, MASAHIRO MIYAZAWA
- RECORDING & REMIX STUDIO / ONKIO HAUS, SOUND CITY, MEDIA STUDIO, HITOKUCHI-ZAKA STUDIO, ROCKWELL RVC STUDIO

- ART DIRECTOR / MINORU OGAWA
- STYLIST / RIKAKO NAKAMURA
- PHOTOGRAPHER / AKIRA SHIKANO
- MANAGEMENT / OUR HOUSE <GEN KUTSUZAWA>

## 40周年記念リマスター盤
- 2018年11月にデビュー40周年を迎えることを記念してリリースされた、竹内まりやのセカンドアルバムの40周年記念リマスター盤[7]。2018年12月26日にアリオラジャパンより発売された[8]。
規格品番はBVCL 941。

### 解説
オリジナル盤の収録曲すべてにリマスタリングが施されたほか、同アルバムの収録曲の中から、ボーナストラックとして1981年の東京・中野サンプラザホールおよび厚生年金ホール公演のライブ音源3曲、2ndシングル「ドリーム・オブ・ユー〜レモンライムの青い風〜」のオリジナルのシングルVer.の計4曲をボーナストラックとしてを収録。
ブックレットには『BEGINNING』40周年記念リマスター盤に引き続き能地祐子によるライナーノーツを掲載。

### 収録曲

#### CD
| #   | タイトル                                         | 作詞 | 作曲・編曲 | 時間 |
| --- | ------------------------------------------------ | ---- | ---------- | ---- |
| 1.  | 「オン・ザ・ユニヴァーシティ・ストリート」       |      |            | 2:28 |
| 2.  | 「涙のワンサイデッド・ラヴ」                     |      |            | 4:48 |
| 3.  | 「想い出のサマーデイズ」                         |      |            | 3:41 |
| 4.  | 「イズント・イット・オールウェイズ・ラヴ」       |      |            | 3:19 |
| 5.  | 「ホールド・オン」                               |      |            | 4:13 |
| 6.  | 「J-Boy」                                        |      |            | 3:27 |
| 7.  | 「ブルー・ホライズン」                           |      |            | 3:43 |
| 8.  | 「ドリーム・オブ・ユー～レモンライムの青い風～」 |      |            | 3:46 |
| 9.  | 「かえらぬ面影」                                 |      |            | 3:39 |
| 10. | 「グッドバイ・ユニヴァーシティ」                 |      |            | 4:04 |

| #         | タイトル                                                       | 作詞  | 作曲・編曲 | 時間 |
| --------- | -------------------------------------------------------------- | ----- | ---------- | ---- |
| 11.       | 「J-Boy」(LIVE Ver.)                                           |       |            | 4:32 |
| 12.       | 「想い出のサマーデイズ」(LIVE Ver.)                            |       |            | 3:59 |
| 13.       | 「ブルー・ホライズン」(LIVE Ver.)                              |       |            | 4:12 |
| 14.       | 「ドリーム・オブ・ユー～レモンライムの青い風～」(シングルVer.) |       |            | 3:42 |
| 合計時間: | 合計時間:                                                      | 53:39 |            |      |

### クレジット
- Bonus Tracks Mix Engineer - Tatsuya Nakamura (PLANET KINGDOM)
- Mastering Engineer - Isao Kikuchi (Warner Music Mastering)

## リリース履歴
| # | 発売日         | レーベル     | 規格 | 品番       | 備考                   |
| - | -------------- | ------------ | ---- | ---------- | ---------------------- |
| 1 | 1979年5月21日  | RCA ⁄ RVC    | LP   | RVL-8041   |                        |
| 1 | 1979年5月21日  | RCA ⁄ RVC    | CT   | RCJ-1614   |                        |
| 2 | 1984年12月16日 | RCA ⁄ RVC    | CD   | RHCD-15    |                        |
| 3 | 1986年9月15日  | RCA ⁄ RVC    | CD   | R32H-1033  |                        |
| 4 | 1997年6月4日   | BMGビクター  | CD   | BVCR-1042  |                        |
| 5 | 1999年5月21日  | BMGジャパン  | CD   | BVCK-37013 |                        |
| 6 | 2018年12月26日 | Ariola Japan | CD   | BVCL-941   | 40周年記念リマスター盤 |